# 八十種好
八十种好（羅馬化：aśīty-anuvyañjanāni/anuvyañjanāni，“aśīty”义爲“八十”；藏語：དཔེ་བྱད་བརྒྱད་བཅུ་，威利转写：dpe byed bzang po brgyad bcu），又叫八十种随形好、八十随好等，佛教术语，是指佛的应身所具有的八十种微妙的身形特征。和三十二相合稱“莊嚴相好”。

## 概述
三十二相源自古印度，傳說統一四海的轉輪聖王擁有這些面貌和身體特征，而且頭上旋轉著金輪（法輪）。釋迦牟尼佛初生時，便已具有轉輪聖王的德相，婆羅門仙人預言他要麼成為轉輪聖王，要麼出家成就最上佛果。而八十种好则是转轮圣王没有、佛陀独有的身相。
大乘佛教認為，佛陀的八十種好相，是一種示現，也是在因地為菩薩修行時積累福德所獲的果，體現了佛陀的內德。

## 分述
| 《大乘義章》： 1. 无见顶相 2. 鼻高不现孔 3. 眉如初月 4. 耳轮垂埵 5. 坚实如那罗延 6. 骨际如钩锁 7. 身一时回旋如象王 8. 行时足去地四寸而现印文 9. 爪如赤铜色，薄而润泽 10. 膝骨坚而圆好 11. 身清洁 12. 身柔软 13. 身不曲 14. 指圆而纤细 15. 指文（指紋）藏覆 16. 脉深不现 17. 踝不现 18. 身润泽 19. 身自持不逶迤 20. 身满足 21. 容仪备足 22. 容仪满足 23. 住处安无能动者 24. 威振一切 25. 一切众生见之而乐 26. 面不长大 27. 正容貌而色不挠 28. 面具满足 29. 唇如频婆果之色 30. 言音深远 31. 脐深而圆好 32. 毛右旋 33. 手足满足 34. 手足如意 35. 手文明直 36. 手文长 37. 手文不断 38. 一切恶心之众生，见者和悦 39. 面广而殊好 40. 面净满如月 41. 随众生之意和悦与语 42. 自毛孔出香气 43. 自口出无上香 44. 仪容如师子 45. 进止如象王 46. 行相如鹅王 47. 头如摩陀那果 48. 一切之声分具足 49. 四牙白利 50. 舌色赤 51. 舌薄 52. 毛红色 53. 毛软净 54. 眼广长 55. 死门之相具 56. 手足赤白，如莲华之色 57. 脐不出 58. 腹不现 59. 细腹 60. 身不倾动 61. 身持重 62. 其身大 63. 身长 64. 手足软净滑泽 65. 四边之光长一丈 66. 光照身而行 67. 等视众生 68. 不轻众生 69. 随众生之音声，不增不减 70. 说法不著 71. 随众生之语言而说法 72. 发音应众声 73. 次第以因缘说法 74. 一切众生观相不能尽 75. 观不厌足 76. 髮长好 77. 髮不乱 78. 髮旋好 79. 髮色如青珠 80. 手足为有德之相 | 《大般若经》三百八十一卷： 1. 指爪狭长薄润。光洁鲜净如花赤铜 2. 手足指圆纤长。直柔软节骨不现 3. 手足各等无差。于诸指间悉皆充密 4. 手足圆满如意。软净光泽色如莲华 5. 筋脉盘结坚固深隐不现 6. 两踝俱隐不现 7. 行步直进庠审如龙象王 8. 行步威容齐肃如师子王 9. 行步安平庠序不过不减犹如牛王 10. 行步进止仪雅犹如鹅王 11. 回顾必皆右旋如龙象王举身随转 12. 支节渐次𦟛圆妙善安布 13. 世尊骨节交结无隙犹若龙盘 14. 膝轮妙善安布坚固圆满 15. 隐处其文妙好。威势具足圆满清净 16. 身支润滑柔软。光悦鲜净尘垢不着 17. 身容敦肃无畏常不怯弱 18. 身支坚固稠密善相属着 19. 身支安定敦重曾不掉动圆满无坏 20. 身相犹如仙王。周匝端严光净离翳 21. 身有周匝圆光。于行等时恒自照曜 22. 腹形方正无缺。柔软不现众相庄严 23. 䐡（脐）深右旋圆妙清净光泽。 24. 䐡（脐）厚不窊不凸周匝妙好 25. 皮肤远离疥癣。亦无黡点疣赘等过 26. 手掌充满柔软足下安平 27. 手文深长明直润泽不断 28. 唇色光润丹晖。如频婆果上下相称 29. 面门不长不短。不大不小如量端严 30. 舌相软薄广长。如赤铜色 31. 发声威震深远。如象王吼明朗清彻 32. 音韵美妙具足如深谷响 33. 鼻高修而且直其孔不现 34. 诸齿方整鲜白 35. 诸牙圆白光洁渐次锋利 36. 眼净青白分明 37. 眼相修广譬如青莲华叶甚可爱乐 38. 眼睫上下齐整稠密不白 39. 双眉长而不白致而细软 40. 双眉绮靡顺次绀琉璃色 41. 双眉高显光润形如初月 42. 耳厚广大修长轮埵成就 43. 两耳绮丽齐平离众过失 44. 容仪能令见者无损无染皆生爱敬 45. 额广圆满平正形相殊妙 46. 身分上半圆满。如师子王威严无对 47. 首髮修长绀青稠密不白 48. 首髮香洁细软润泽旋转 49. 首髮齐整无乱亦不交杂 50. 首髮坚固不断永无褫落 51. 首髮光滑殊妙尘垢不着 52. 身分坚固充实逾那罗延 53. 身体长大端直 54. 诸窍清净圆好 55. 身支势力殊胜无与等者 56. 身相众所乐观尝无厌足 57. 面轮修广得所晈洁光净如秋满月 58. 颜貌舒泰光显。含笑先言唯向不背 59. 面貌光泽熙怡。远离颦蹙青赤等过 60. 身皮清净无垢常无臭秽 61. 所有诸毛孔中。常出如意微妙之香 62. 面门常出最上殊胜之香 63. 首相周圆妙好。如末达那亦犹天盖 64. 身毛绀青光净。如孔雀项。红晖绮饰色类赤铜 65. 法音随众大小。不增不减应理无差 66. 顶相无能见者 67. 手足指约分明。庄严妙好如赤铜色 68. 行时其足去地。如四指量而现印文 69. 自持不待他卫。身无倾动亦不逶迤 70. 威德远震一切。恶心见喜恐怖见安 71. 音声不高不下。随众生意和悦与言 72. 能随诸有情类。言音意乐而为说法 73. 一音演说正法。随有情类各令得解 74. 说法咸依次第。必有因缘言无不善 75. 等观诸有情类。赞善毁恶而无爱憎 76. 所为先观后作。轨范具足令识善净 77. 相好一切有情无能观尽 78. 顶骨坚实圆满 79. 颜容常少不老好巡旧处 80. 手足及胸臆前。俱有吉祥喜旋德相。文同绮画色类朱丹 |